# Kuokanjoki

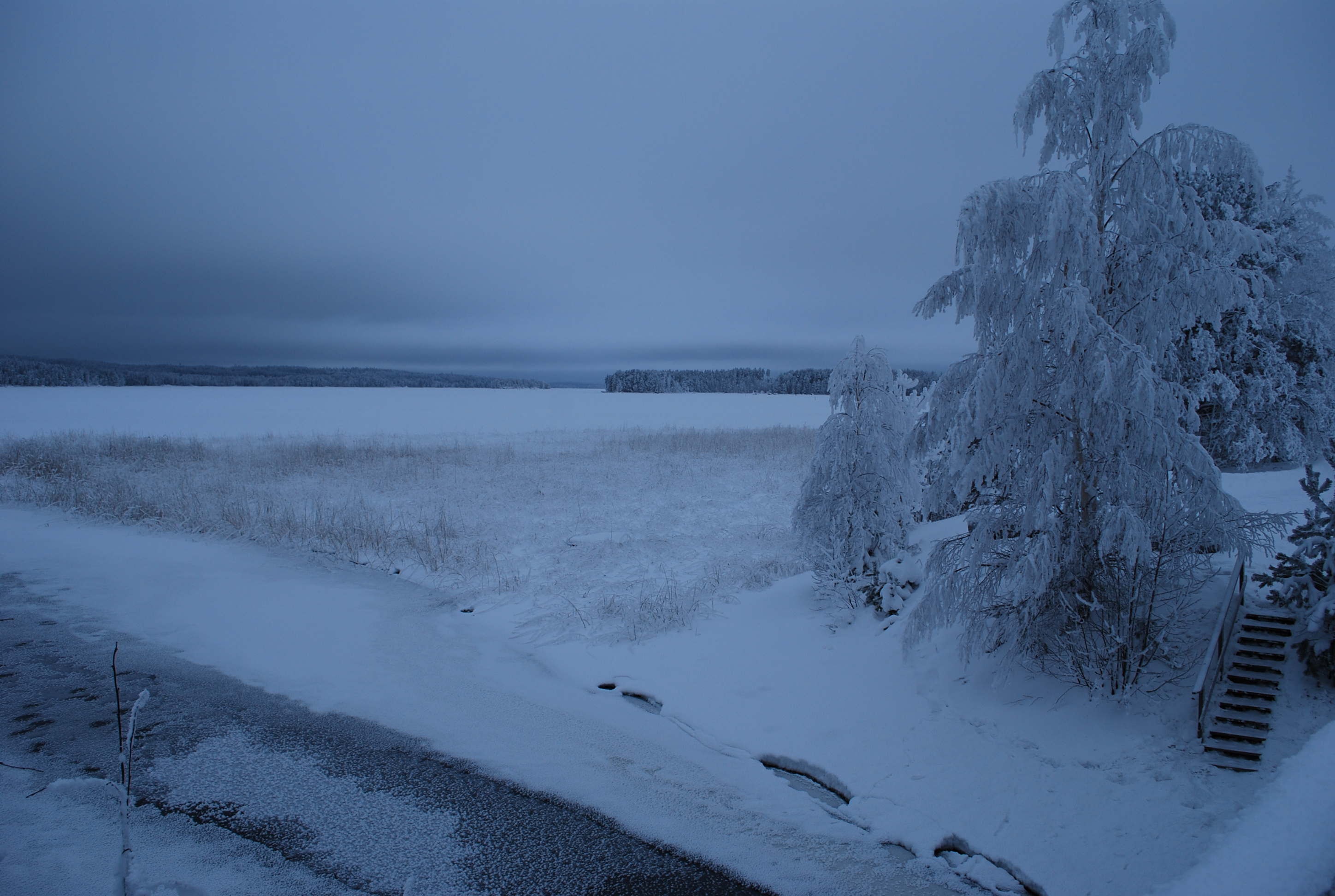
En vinterbild på en del av Kuokanjoki.

Kuokanjoki är ett vattendrag i Finland. Det ligger i landskapet Mellersta Finland, i den centrala delen av landet, 300 km norr om huvudstaden Helsingfors. Trakten ingår i den boreala klimatzonen.
Vattendraget är Finlands kortaste flod och en av världens kortaste floder. Den är 3,5 meter lång och finns mellan sjöarna Sumiaisjärvi och Ala-Keitele. Floden finns söder om byn Sumiais (Sumiainen) som ligger på en landtunga mellan de två sjöarna i den före detta kommunen Sumiais, i den nya kommunen Äänekoski. Byvägen Sumiaisraitti leder söder ut, ut ur byn över floden på en vägbro. Byvägen som går över floden är en del av regionalvägen 637. Floden ligger 21 km från kyrkbyn Konginkangas som var en del av den före detta kommunen Konginkangas och 55 km från Viitasaari som båda ligger norr om ån, 25 km från Konnevesi kyrkoby som ligger öster ut och 17 km från orten Suolahti och 27 km från orten Äänekoski som båda ligger väster ut.